# Фуркат (село)
Фуркат (кирг. Фуркат) — село в Кара-Сууском районе Ошской области Кыргызстана. Входит в состав Шаркского айылного аймака.

## География
Село расположено в северо-западной части области, у северо-восточной окраины города Ош, на расстоянии приблизительно 16 километров (по прямой) к юго-юго-западу от города Кара-Суу, административного центра района.

## Население
Согласно оценочным данным Национального статистического комитета Кыргызской Республики, численность населения села на начало 2023 года составляла 3222 человека.
| год     | 2009 | 2014 | 2015 | 2020 | 2021 | 2023 |
| ------- | ---- | ---- | ---- | ---- | ---- | ---- |
| человек | 327  | 3849 | 4112 | 4736 | 4882 | 3222 |